# Deutsche Cadre-47/2-Meisterschaft 1984/85

Veranstaltungsort: Gelsenkirchen

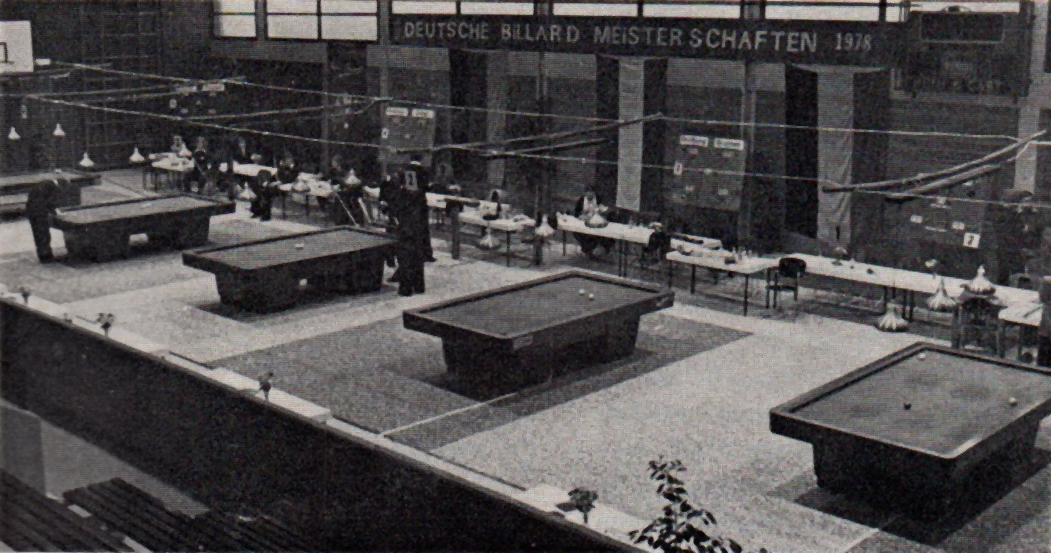
Die Veranstaltungshalle der Deutschen Billardmeisterschaften

Die Deutsche Cadre-47/2-Meisterschaft 1984/85 ist eine Billard-Turnierserie und fand am 12. Oktober 1984 in Gelsenkirchen zum 55. Mal statt.

## Geschichte
Örtlicher Organisator und Ausrichter im Auftrag des Deutschen Billard-Bunds (DBB) war der BC Feldmark 34 Gelsenkirchen. Als Veranstaltungsort wurde wieder das Sportzentrum Schürenkamp ausgewählt, das mit seinen Räumlichkeiten eine entsprechende Ausstattung bereitstellen konnte.
Erst wurden drei regionale Qualifikationsturniere gespielt. Die jeweiligen Sieger und der Titelverteidiger bestritten das Endturnier.
Nach der überraschenden Halbfinalniederlage von Titelverteidiger Klaus Hose gegen den Saarländer Klaus Müller war der Weg frei für den Velberter Thomas Wildförster. Wie in der Qualifikation spielte er am Ende einen Generaldurchschnitt von 100,00 und wurde hochverdient zum zweiten Mal Deutscher Meister im Cadre 47/2.

## Modus
Gespielt wurde in den Qualifikationsgruppen bis 300 Punkte oder 15 Aufnahmen. In der Endrunde wurde bis 300 Punkte ohne Aufnahmenbegrenzung gespielt. Das gesamte Turnier wurde mit Nachstoß gespielt. Die Endplatzierung ergab sich aus folgenden Kriterien:
1. Matchpunkte
2. Generaldurchschnitt (GD)
3. Höchstserie (HS)

## Turnierverlauf
| #                          | Name                        | MP  | GD    | BED   | HS  |
| -------------------------- | --------------------------- | --- | ----- | ----- | --- |
| 1                          | Klaus Müller (Neunkirchen)  | 6:0 | 34,61 | 42,85 | 124 |
| 2                          | Wolfgang Zenkner (München)  | 4:2 | 36,66 | 75,00 | 202 |
| 3                          | Willi Steinberger (Kempten) | 2:4 | 27,73 | 33,33 | 120 |
| 4                          | Uwe Steinberger (Kempten)   | 0:6 | 12,15 | –     | 040 |
| Turnierdurchschnitt: 28,34 |                             |     |       |       |     |

| MP    | Match Punkte (Sieger = 2; Unentschieden = 1; Verlierer = 0) |
| SV    | Satzverhältnis (nur bei Turnieren im Satzsystem)            |
| Pkte. | Erzielte Karambolagen                                       |
| Aufn. | benötigte Aufnahmen                                         |
| GD    | Generaldurchschnitt                                         |
| MGD   | Mannschafts-Generaldurchschnitt                             |
| BED   | Bester Einzeldurchschnitt eines Spielers                    |
| BEMD  | Bester Einzeldurchschnitt einer Mannschaft                  |
| BSD   | Bester Satzdurchschnitt eines Spielers                      |
| HS    | Höchstserie                                                 |
| WRP   | Weltranglistenpunkte                                        |

| #                          | Name                         | MP  | GD     | BED    | HS  |
| -------------------------- | ---------------------------- | --- | ------ | ------ | --- |
| 1                          | Thomas Wildförster (Velbert) | 6:0 | 100,00 | 100,00 | 295 |
| 2                          | Dieter Wirtz (Duisburg)      | 4:2 | 37,47  | 33,33  | 108 |
| 3                          | Volker Simanowski (Velbert)  | 2:4 | 22,21  | 27,27  | 139 |
| 4                          | Torsten Anders (Velbert)     | 0:6 | 17,86  | –      | 159 |
| Turnierdurchschnitt: 34,32 |                              |     |        |        |     |

| MP    | Match Punkte (Sieger = 2; Unentschieden = 1; Verlierer = 0) |
| SV    | Satzverhältnis (nur bei Turnieren im Satzsystem)            |
| Pkte. | Erzielte Karambolagen                                       |
| Aufn. | benötigte Aufnahmen                                         |
| GD    | Generaldurchschnitt                                         |
| MGD   | Mannschafts-Generaldurchschnitt                             |
| BED   | Bester Einzeldurchschnitt eines Spielers                    |
| BEMD  | Bester Einzeldurchschnitt einer Mannschaft                  |
| BSD   | Bester Satzdurchschnitt eines Spielers                      |
| HS    | Höchstserie                                                 |
| WRP   | Weltranglistenpunkte                                        |

| #                          | Name                          | MP  | GD    | BED   | HS  |
| -------------------------- | ----------------------------- | --- | ----- | ----- | --- |
| 1                          | Fabian Blondeel (Bochum)      | 6:0 | 29,40 | 60,00 | 163 |
| 2                          | Wolfgang Matz (Gelsenkirchen) | 4:2 | 22,39 | 37,50 | 158 |
| 3                          | Hans Wernikowski (Dortmund)   | 2:4 | 27,20 | 75,00 | 122 |
| 4                          | Harald Gast (Bottrop)         | 0:6 | 16,22 | –     | 103 |
| Turnierdurchschnitt: 23,78 |                               |     |       |       |     |

| MP    | Match Punkte (Sieger = 2; Unentschieden = 1; Verlierer = 0) |
| SV    | Satzverhältnis (nur bei Turnieren im Satzsystem)            |
| Pkte. | Erzielte Karambolagen                                       |
| Aufn. | benötigte Aufnahmen                                         |
| GD    | Generaldurchschnitt                                         |
| MGD   | Mannschafts-Generaldurchschnitt                             |
| BED   | Bester Einzeldurchschnitt eines Spielers                    |
| BEMD  | Bester Einzeldurchschnitt einer Mannschaft                  |
| BSD   | Bester Satzdurchschnitt eines Spielers                      |
| HS    | Höchstserie                                                 |
| WRP   | Weltranglistenpunkte                                        |

### Finalrunde
| Halbfinale         |     |     |    |        |        |     |
| Klaus Hose         | 0:2 | 238 | 10 | 23,80  | –      | 136 |
| Klaus Müller       | 2:0 | 300 | 10 | 30,00  | 30,00  | 89  |
| Thomas Wildförster | 2:0 | 300 | 4  | 75,00  | 75,00  | 211 |
| Fabian Blondeel    | 0:2 | 106 | 4  | 26,50  | –      | 77  |
| Spiel um Platz 3   |     |     |    |        |        |     |
| Klaus Hose         | 2:0 | 300 | 9  | 33,33  | 33,33  | 124 |
| Fabian Blondeel    | 0:2 | 238 | 9  | 26,44  | –      | 98  |
| Finale             |     |     |    |        |        |     |
| Klaus Müller       | 0:2 | 2   | 2  | 1,00   | –      | 2   |
| Thomas Wildförster | 2:0 | 300 | 2  | 150,00 | 150,00 | 299 |

### Abschlusstabelle
| MP    | Match Points (Sieger = 2; Unentschieden = 1; Verlierer = 0) |
| Pkte. | Erzielte Karambolagen                                       |
| Aufn. | Benötigte Versuche                                          |
| GD    | Generaldurchschnitt                                         |
| BED   | Bester Einzeldurchschnitt eines Spielers                    |
| HS    | Höchstserie                                                 |
|       | Bester GD des Turniers                                      |
|       | Bester ED des Turniers                                      |
|       | Beste HS des Turniers                                       |
|       | 1. Platz (Gold)                                             |
|       | 2. Platz (Silber)                                           |
|       | 3. Platz (Bronze)                                           |

| Klassement                 | Klassement                   | Klassement | Klassement | Klassement | Klassement | Klassement | Klassement | Klassement |
| Platz                      | Name                         | MP         | Pkte.      | Aufn.      | GD         | BED        | HS         |            |
| -------------------------- | ---------------------------- | ---------- | ---------- | ---------- | ---------- | ---------- | ---------- | ---------- |
| 1                          | Thomas Wildförster (Velbert) | 4:0        | 600        | 6          | 100,00     | 150,00     | 299        |            |
| 2                          | Klaus Müller (Neunkirchen)   | 2:2        | 302        | 12         | 25,16      | 30,00      | 89         |            |
| 3                          | Klaus Hose (Duisburg)        | 2:2        | 538        | 19         | 28,31      | 33,33      | 136        |            |
| 4                          | Fabian Blondeel (Bochum)     | 0:4        | 344        | 13         | 26,46      | –          | 98         |            |
| Turnierdurchschnitt: 35,68 |                              |            |            |            |            |            |            |            |